# Stucco lustro

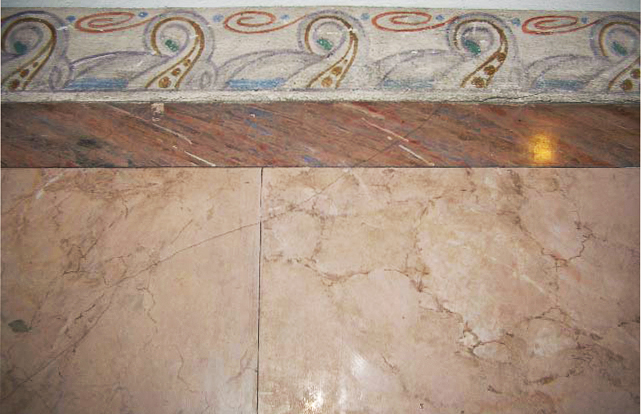
Bröstningen som är utförd i stucco lustro imiterar marmor. Vägg- och takmålningar i denna fastighet i Stockholm var ursprungligen utförda al secco, en teknik som ger matta ytor som kontrasterade väl mot stucco lustro.

Stucco lustro är en puts- och målningsteknik, som ger en glänsande yta.
Stucco lustro är en teknik från romartiden, vilken framförallt används för att skapa målningar eller dekorationer direkt på en väggyta. Det kan bland annat användas för marmorering.
Bindemedlet, som kallas smalto, är en blandning av kalk, tvål och vatten. Färgpigment blandas med smalton och appliceras på avsedd del av väggytan, varefter detaljen omedelbart poleras eller "glättas" med särskilda glättningsjärn. Eftersom det är svårt att glätta tjocka lager, sker i regel påläggande av flera skikt med glättning emellan. Det är tvålen i bindemedlet som möjliggör poleringen så länge som vattnet i blandningen inte avdunstat.